# Аудомар
Аудомар  (лат. Audomarus, Aldemarus, Odemarus, Otmarus, нем. Otmar, фр. Omer; около 695 — умер около 670) — святой Римско-Католической Церкви, епископ Теруана. Его именем назван город Сент-Омер, Франция.

## Биография
Аудомар родился в аристократической семье в конце VI — начале VII века. В 615 году после смерти матери вместе с отцом ушёл в монастырь. Аудомар был учеником святого Евстахия, под руководством которого изучал Священное Писание. Будучи монахом, Аудомар по повелению франкского короля Дагоберта I занимался проповедованием христианства в городе Теруан, который являлся столицей исторической области Нейстрии. Несмотря на то, что в Нейстрии проповедовали в конце III века святые Викторик, Фусциан и Генциан, христианство в VII веке здесь почти исчезло. В 637 году был рукоположён в епископы епархии Теруан. Вместе с другими миссионерами, среди которых был святые Бертан и Момелен, Аудомар основал монастырь, возле которого возник город (Сент-Омер), названный впоследствии его именем.
День памяти в Католической Церкви — 9 сентября и 1 ноября.